# 圣母圣诞圣殿主教座堂 (塔尔努夫)
圣母圣诞圣殿主教座堂（波蘭語：Bazylika katedralna Narodzenia Najświętszej Maryi Panny）位於波蘭塔爾努夫，是一座罗马天主教宗座圣殿、天主教塔尔努夫教区的主教座堂，建于14世纪，哥特式风格。钟楼高72米。自1786年教区成立起即为主教座堂。1972年升为宗座圣殿。

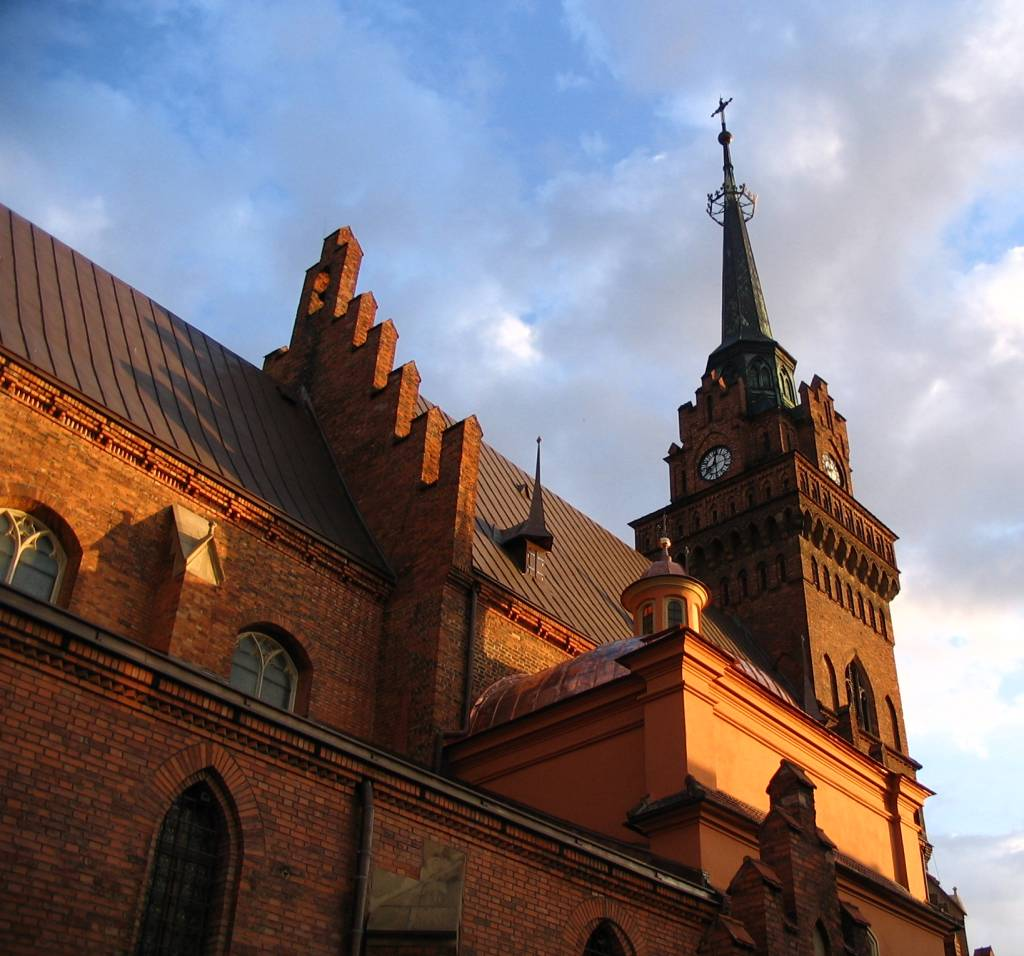
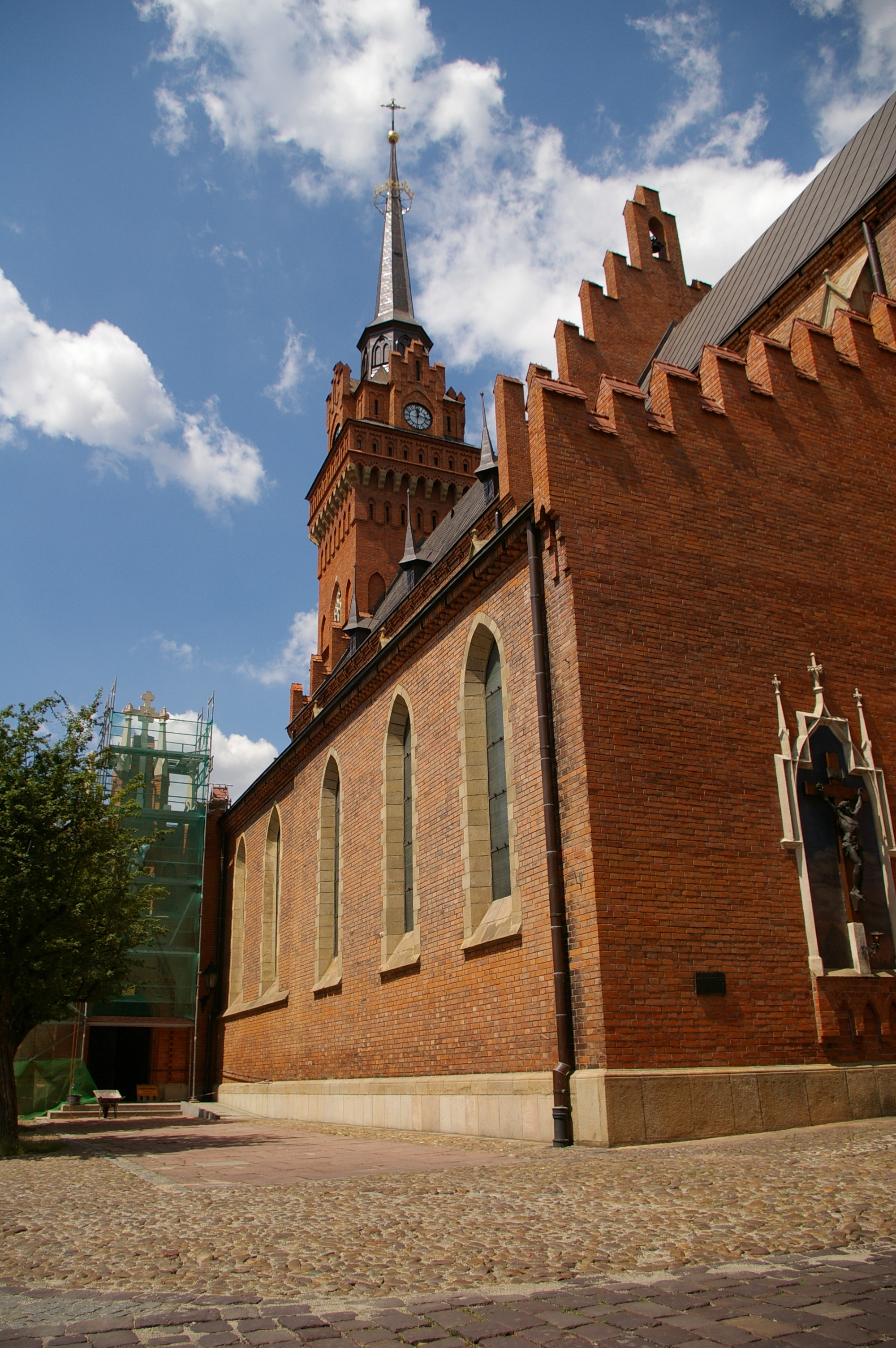
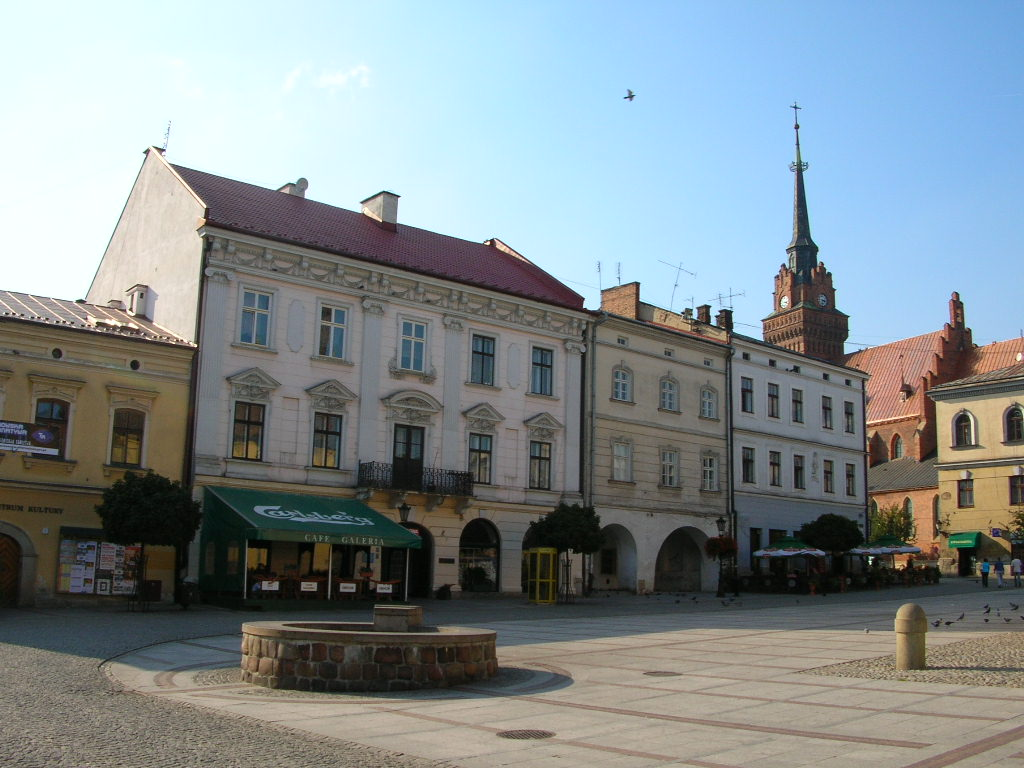
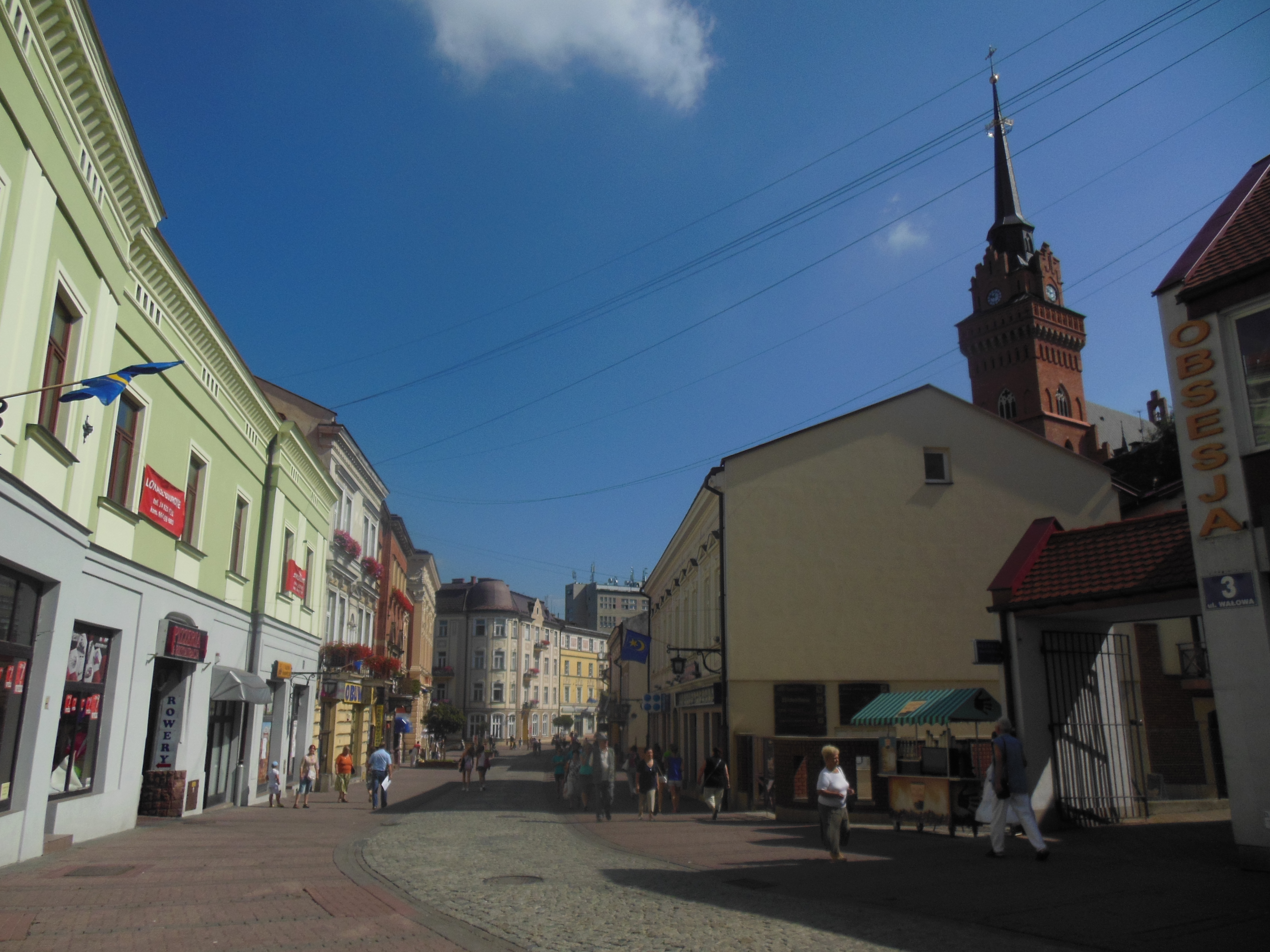
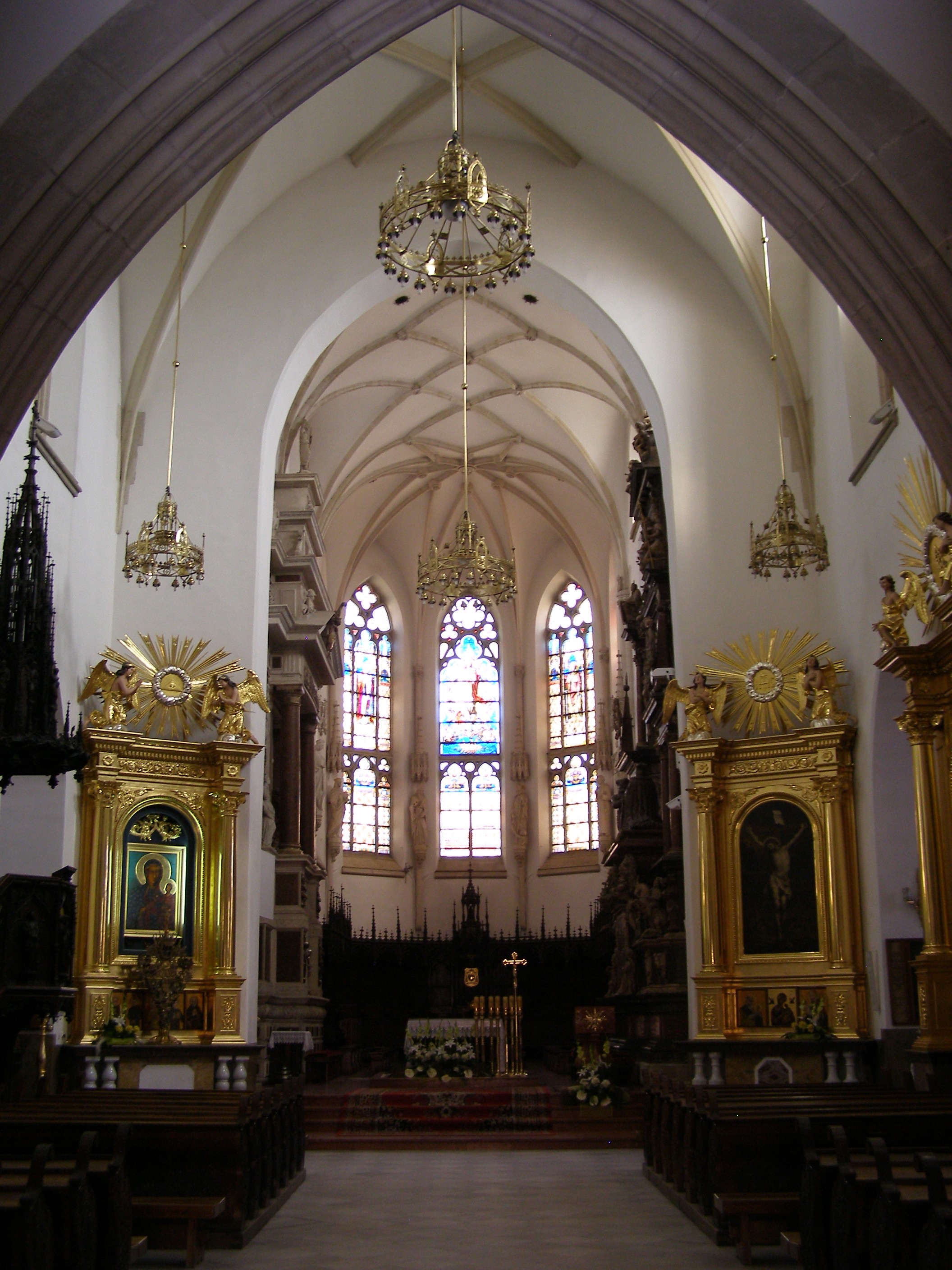
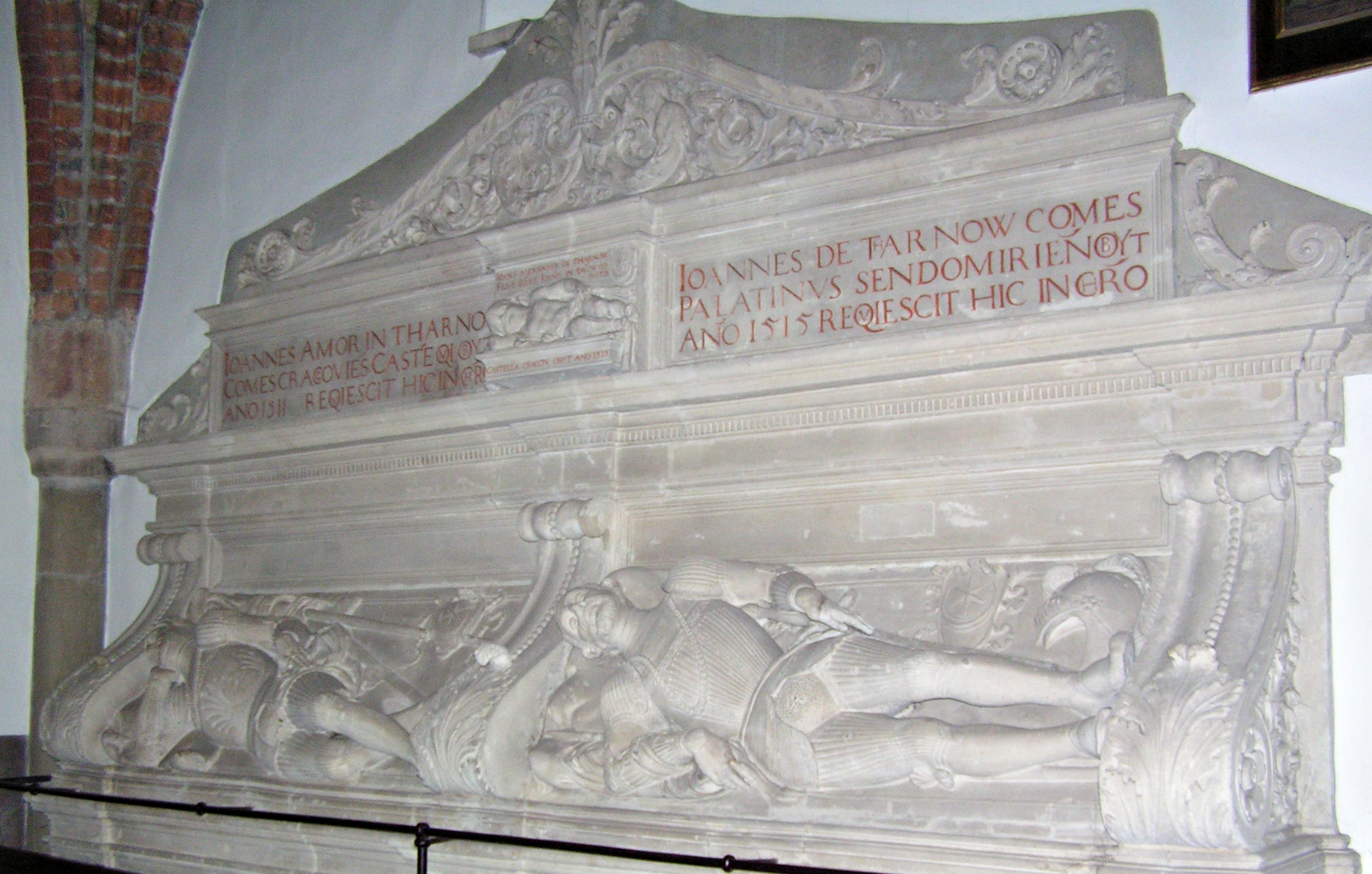
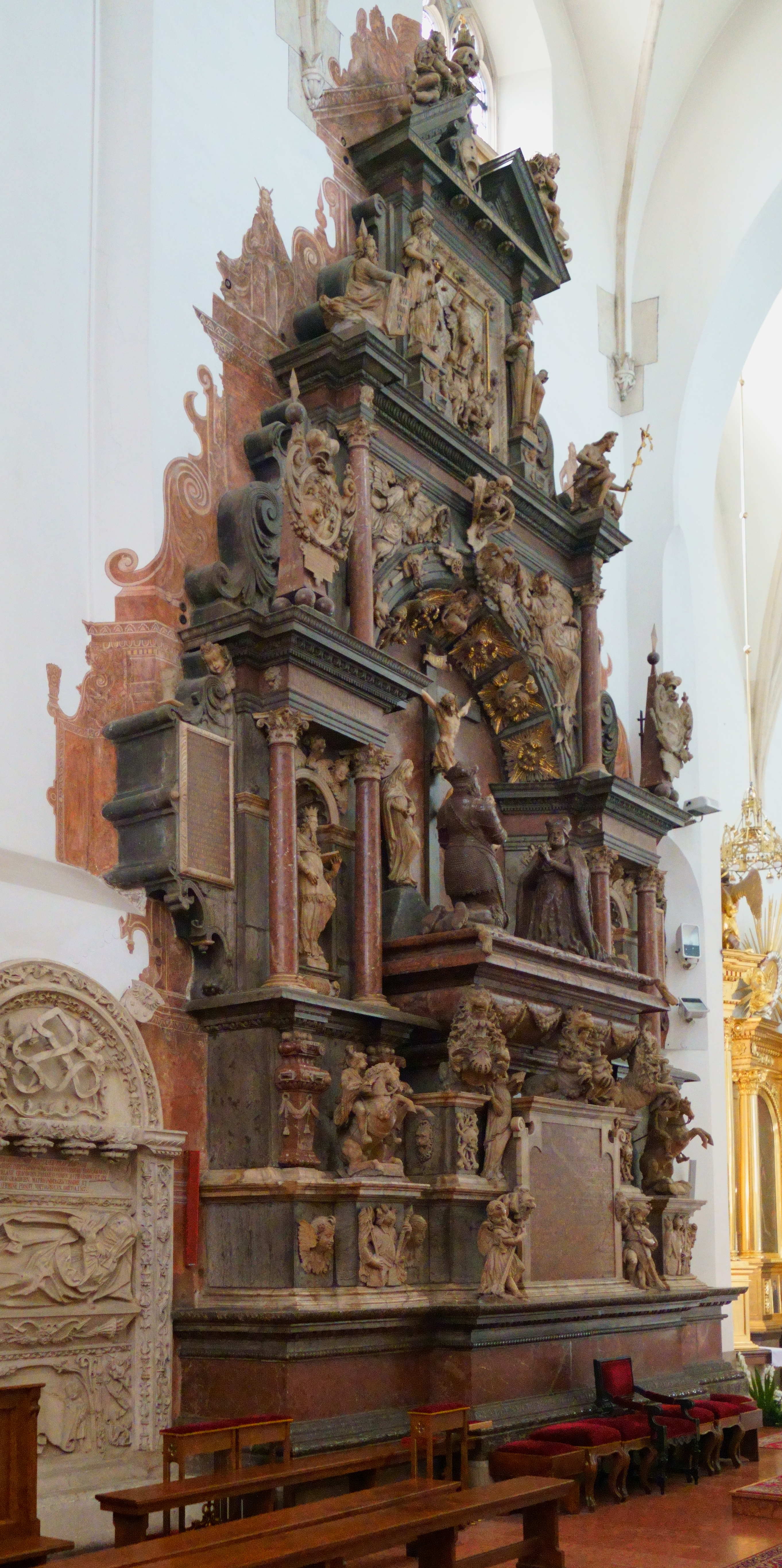
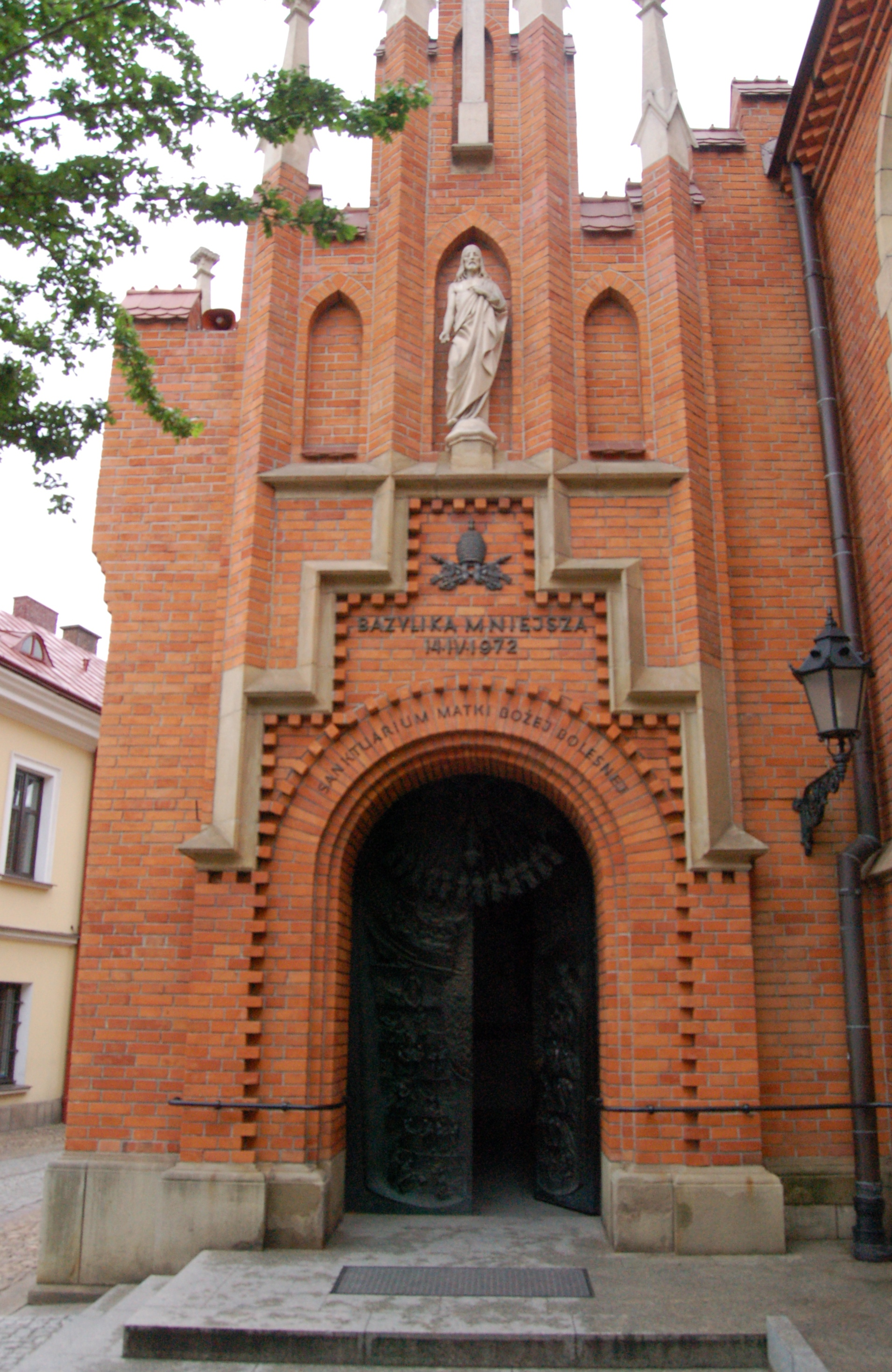
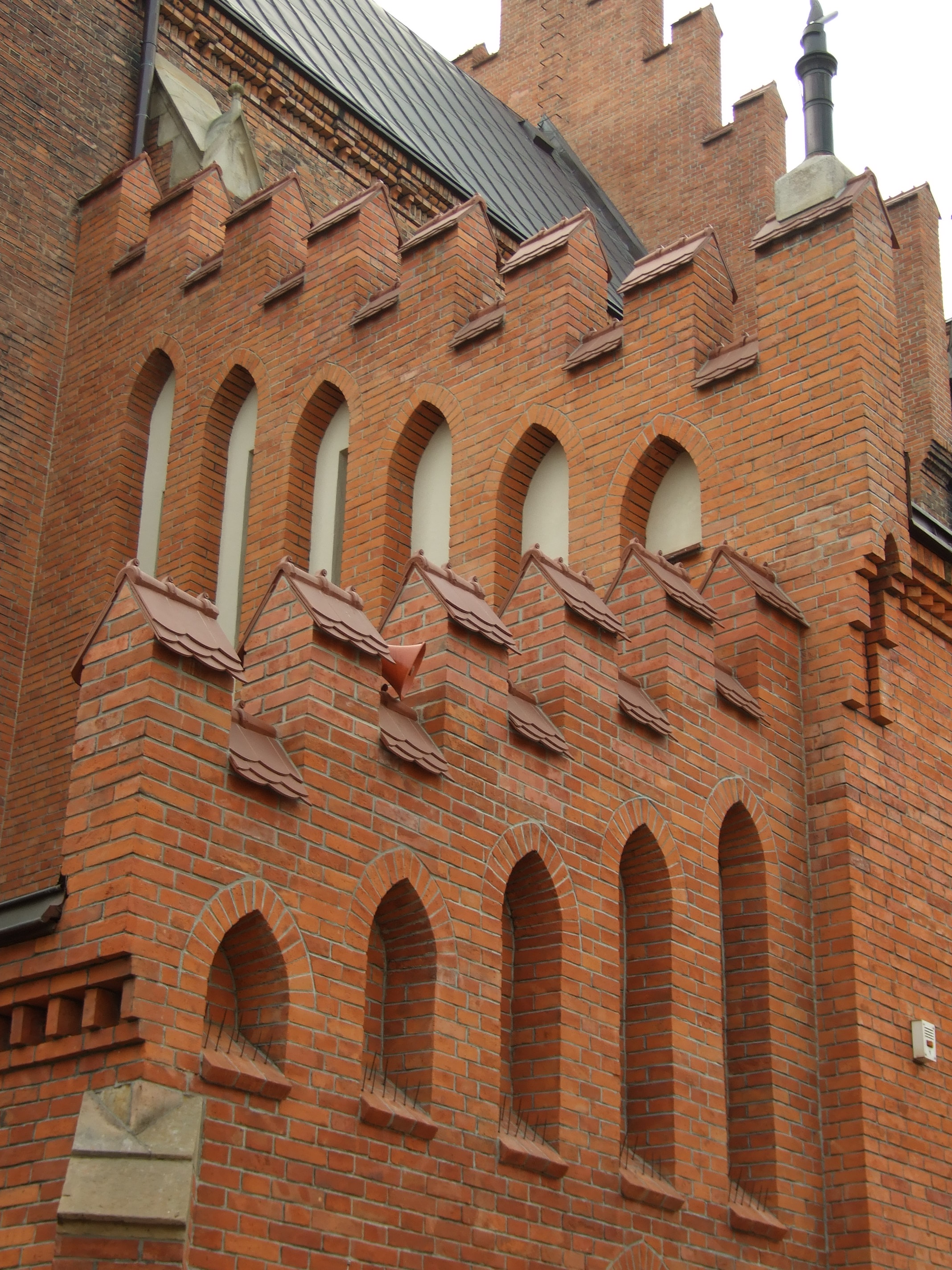
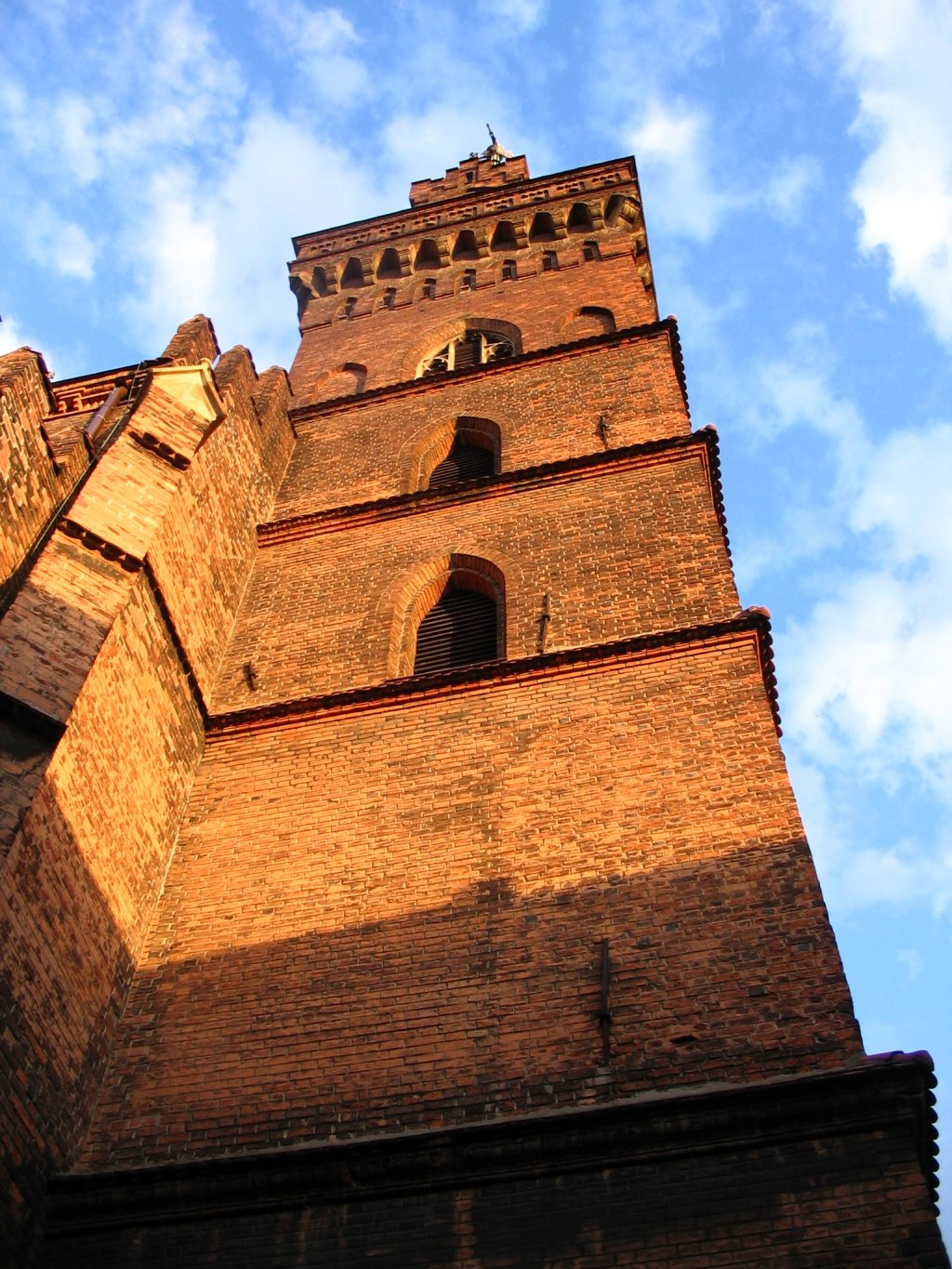
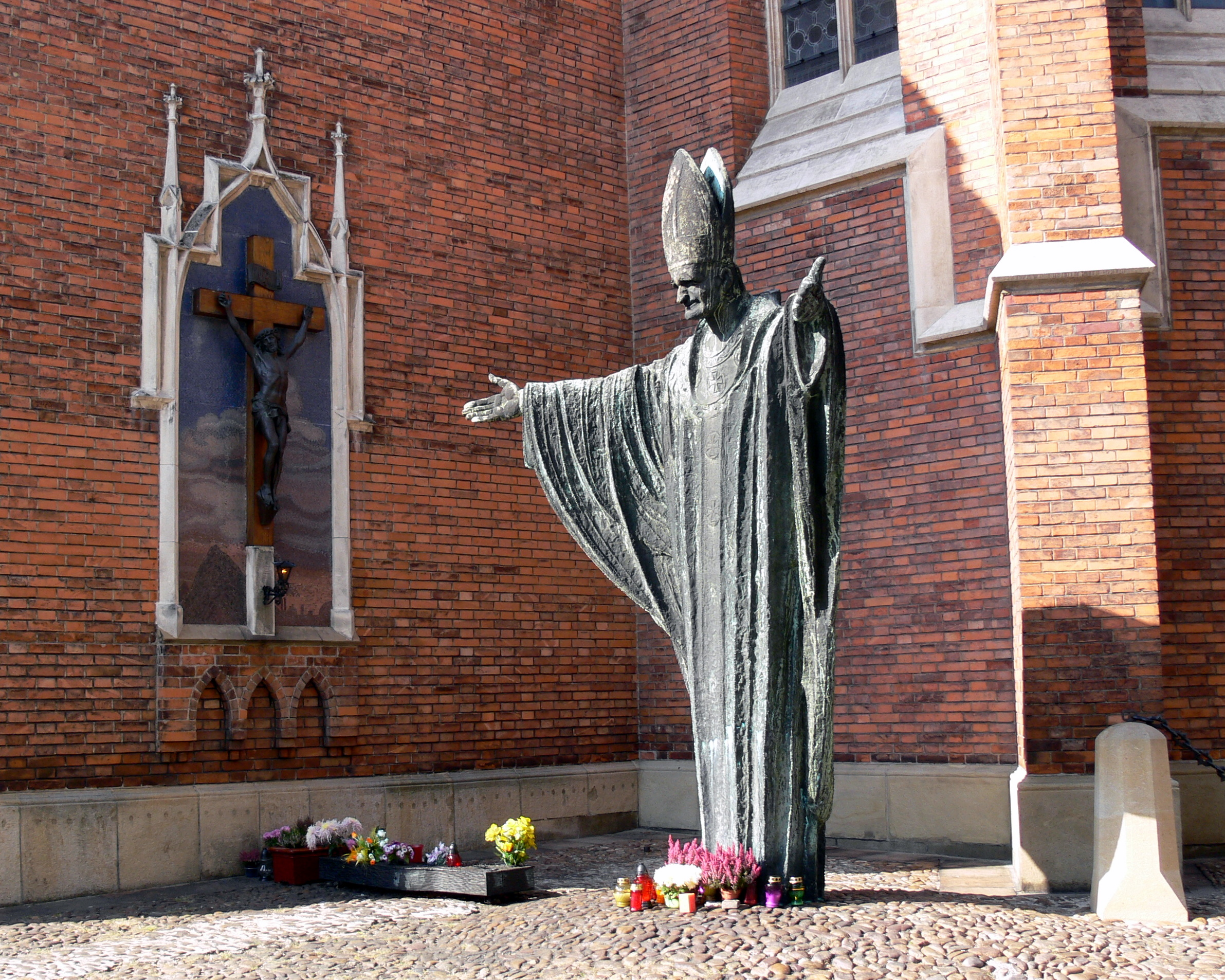